# Scorpionul și broasca
„Scorpionul și broasca” este o fabulă cu animale care ne învață că oamenii vicioși nu pot rezista să nu îi rănească pe alții chiar și atunci când nu este în interesul lor. Această fabulă pare să fi apărut în Rusia la începutul secolului al XX-lea, deși a fost probabil inspirată de fabule mai vechi.

## Prezentare
Un scorpion, care nu poate înota, îi cere unei broaște să-l treacă peste un râu pe spatele acesteia. Broasca ezită, temându-se să nu fie înțepată de scorpion, dar scorpionul susține că, dacă ar face asta, s-ar îneca amândoi. Broasca este convinsă de acest argument și este de acord să transporte scorpionul. La jumătatea râului, scorpionul înțeapă totuși broasca, condamnându-i pe amândoi la moarte. Broasca muribundă îl întreabă pe scorpion de ce a înțepat-o, în ciuda faptului că știa care este consecința, la care scorpionul răspunde: „Nu m-am putut abține. Este în natura mea.”

## Origine
Fabula apare în romanul Немецкая слобода („Nemețkaia sloboda” – „Cartierul nemțesc”) din 1933 al lui Lev Nitoburg și în romanul Jura din 1940 al lui Gheorghii Tușkan.

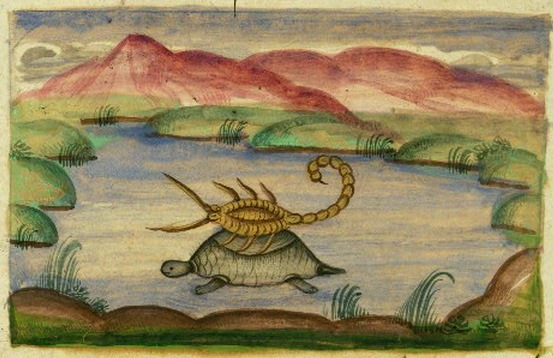
O ilustrare din secolul al XIX-lea a „Scorpionului și broasca țestoasă”, din Anvaar Soheili, o colecție persană de fabule.

### Precursori
Un precursor probabil este fabula persană „Scorpionul și broasca țestoasă”. Această fabulă anterioară apare în Anvaar Soheili, o colecție în limba persană de fabule scrise în jurul anului 1500 de Hossein Va'ez Kashefi.
Anvaar Soheili este în parte o traducere a fabulelor din Panchatantra, o colecție de fabule indiene scrise în limba sanscrită, dar „Scorpionul și broasca țestoasă” nu apare în Panchatantra, ceea ce înseamnă că a fost adăugat la Anvaar Soheili de Kashefi și este astfel probabil de origine persană.
În „Scorpionul și broasca țestoasă”, este descrisă o broască țestoasă care poartă scorpionul peste râu, dar broasca țestoasă supraviețuiește înțepăturii scorpionului datorită învelișului său protector. Broasca țestoasă este nedumerită de comportamentul scorpionului, deoarece sunt prieteni vechi, iar scorpionul trebuie să fi știut ca nu va străpunge carapacea broaștei țestoase. Scorpionul răspunde că nu a acționat nici din răutate, nici din ingratitudine, ci doar din dorința irezistibilă și nediscriminatorie de a înțepa.
O diferență importantă față de fabula „Scorpionul și broasca” este că, în această fabulă cu broasca țestoasă, scorpionul nu se așteaptă să se înece. În unele versiuni ulterioare ale fabulei, broasca țestoasă îl pedepsește pe scorpion înecându-l oricum.
„Scorpionul și broasca” a fost adesea atribuită lui Esop, dar nu apare în nicio colecție de fabule înainte de secolul al XX-lea. Cu toate acestea, există fabule anterioare atribuite lui Esop cu morale similare cu privire la încredere. Printre acestea se numără „Țăranul și vipera”, care avertizează că bunătatea nu va împiedica un ticălos să-și rănească binefăcătorul și „Broasca și șoarecele”, care avertizează că prietenii prefăcuți se rănesc adesea în acest fel.